# Carles Guillem de Baden-Durlach
Carles Guillem de Baden-Durlach (en alemany Karl III. Wilhelm von Baden-Durlach) va néixer a Durlach el 17 de gener de 1679 i va morir a Karlsruhe el 12 de maig de 1738. Era fill de Frederic VII de Baden-Durlach (1647-1709) i d'Augusta Maria de Schleswig-Holstein-Gottorp (1649-1728). Davant la mort prematura del seu germà gran, va esdevenir l'hereu i, per tant, va ser margravi de Baden-Durlach de 1709 a 1738.
Carles Guillem va fer els seus estudis a Utrecht, Ginebra i Lausanne, i després va viatjar a Anglaterra, a Suècia i a Itàlia, abans d'iniciar la seva carrera militar amb l'exèrcit imperial. De 1701 a 1709 va participar en la Guerra de successió espanyola. El 1702 va participar en el setge de Landau, on va ser ferit, així com en la batalla de Friedlingen, i l'any següent en la batalla de Blenheim. I dos anys després va ser ascendit a General d'Artilleria. La seva carrera militar va acabar en morir el seu pare, el 1709, i fer-se càrrec de la regència de Baden-Durlach.
El 1709 va signar un contracte de reunificació dels comtats de Baden-Baden i de Baden-Durlach. El 1715 fundà la ciutat de Karlsruhe i signà el 24 de setembre d'aquest mateix any el decret de Privilegis per als ciutadans d'aquesta ciutat, on acabà fixant la seva residència.

## Matrimoni i fills
El 27 de juny de 1697 es va casar amb Magdalena Guillema de Württemberg (1677-1742), filla de Guillem Lluís de Württemberg (1647-1677) i de Magdalena Sibil·la de Hessen-Darmstadt (1652-1712). El matrimoni va tenir tres fills: 
- Carles Magnus (1701-1712)
- Frederic (1703-1732), casat amb Carlota Amàlia de Nassau-Dietz (1710-1777).
- Augusta Magdalena (1706-1709).